# كتة
الكتة ( (بالفارسية: کته) </link> ) طبق أرز إيراني  من منطقة بحر قزوين الإيرانية.   على عكس البيلاف، يكون أرز الكتة لزجاً ولا تتكون فيه الطبقة القشرية المحترقة في الأسفل، بل تتشكل قشرة في القاع حيث يتجمع الملح والزيت.  بشكل عام، يحتاج طهي الكتة إلى نصف وقت طهي أرز البيلاف وله نكهة أكثر كثافة بسبب إضافة الزبدة أو الزيت في عملية الطهي.
يعتبر طبقالكتة عمومًا من أبسط أنواع الأرز الإيراني لسهولة وسرعة طهيه، ما يجعله شائعًا في وجبات العشاء غير الرسمية. يشار إليه أحيانًا باسم "الأرز اليومي".  وهو أيضًا طبق تقليدي من مطبخ بحر قزوين وشائعٌ في مقاطعات مازندران وجيلان.

## أنظر أيضاً
- مطبخ ايراني
- قائمة أطباق الأرز

## روابط خارجية
- وصفة الكتة نسخة محفوظة 2008-12-05 على موقع واي باك مشين. </link>